# عصب حنجره‌ای بازگشتی
عصب حنجره‌ای بازگشتی یا راجعه (انگلیسی: Recurrent laryngeal nerve) شاخه‌ای از عصب واگ (عصب مغزی دهم) است که به تمام عضلات داخلی حنجره به‌جز عضله کریکوتیروئید عصب‌رسانی می‌کند. دو عصب راجعه وجود دارد، یکی چپ و دیگری راست که این دو دقیقاً متقارن هم نیستند، به‌طوری که عصب سمت چپ و راست به ترتیب یکی از زیر قوس آئورت و و دیگری از زیر سرخرگ زیرترقوه‌ای حلقه زده‌اند و سپس به بالا صعود کرده‌اند. هردوی این اعصاب در موازات نای حرکت می‌کنند و علاوه بر این جزو معدود اعصاب بدن هستند که مسیرشان راجعه یا بازگشتی (recurrent) است؛ یعنی در مسیر مخالف عصب اصلی‌ای که از آن منشعب شده‌اند حرکت می‌کنند. اساس نام‌گذاری این اعصاب نیز به همین دلیل بازگشتی بودنشان است.
عصب حنجره‌ای بازگشتی حواس مربوط به بخش پایین تارهای صوتی حنجره را فراهم می‌کند و انشعاباتی به شبکه عصبی قلبی عمقی، نای، مری و عضلات منقبض کننده تحتانی حنجره می‌دهد. عصب‌دهی به عضله کریکوآریتنوئید خلفی، تنها عضله‌ای که می‌تواند تارهای صوتی را باز کند، توسط این عصب انجام شده‌است.
وجود عصب حنجره‌ای بازگشتی برای اولین بار توسط جالینوس به‌ثبت رسید.

## شاهدی بر فرگشت
مسیر انحرافی زیاد این عصب که در زرافه‌ها به ۴٫۶ متر می‌رسد، به‌عنوان شاهدی بر فرگشت و رد ایده طراحی هوشمند مورد اشاره قرار می‌گیرد. مسیر این عصب در اجداد ماهی‌مانند چهاراندامان مستقیم بوده‌است که از مغز شروع شده و سپس از قلب عبور کرده و خود را به آبشش‌ها می‌رساند (مسیر عصبی‌ای که هم‌اکنون در ماهی‌ها برقرار است). در طول فرگشت، با طویل شدن گردن و تحتانی‌تر شدن قلب، عصب حنجره‌ای در سمت اشتباه قلب گیر افتاده و انتخاب طبیعی موجب شده تا با افزایش طول، این عصب وظیفه خود را حفظ کند .